# Малая Раковка (река)
 Ма́лая Ра́ковка  — река в Орловской области России, правый приток реки Раковки

## Описание
Берёт своё начало недалеко от одноимённой исчезнувшей деревни Малая Раковка. Протекает по Корсаковскому району.

## Ссылка
- Карта Орловской области. Орловская область — подробная топографическая карта масштаба 1 см: 2 км.